# Der jüngste Tag (Literatur)

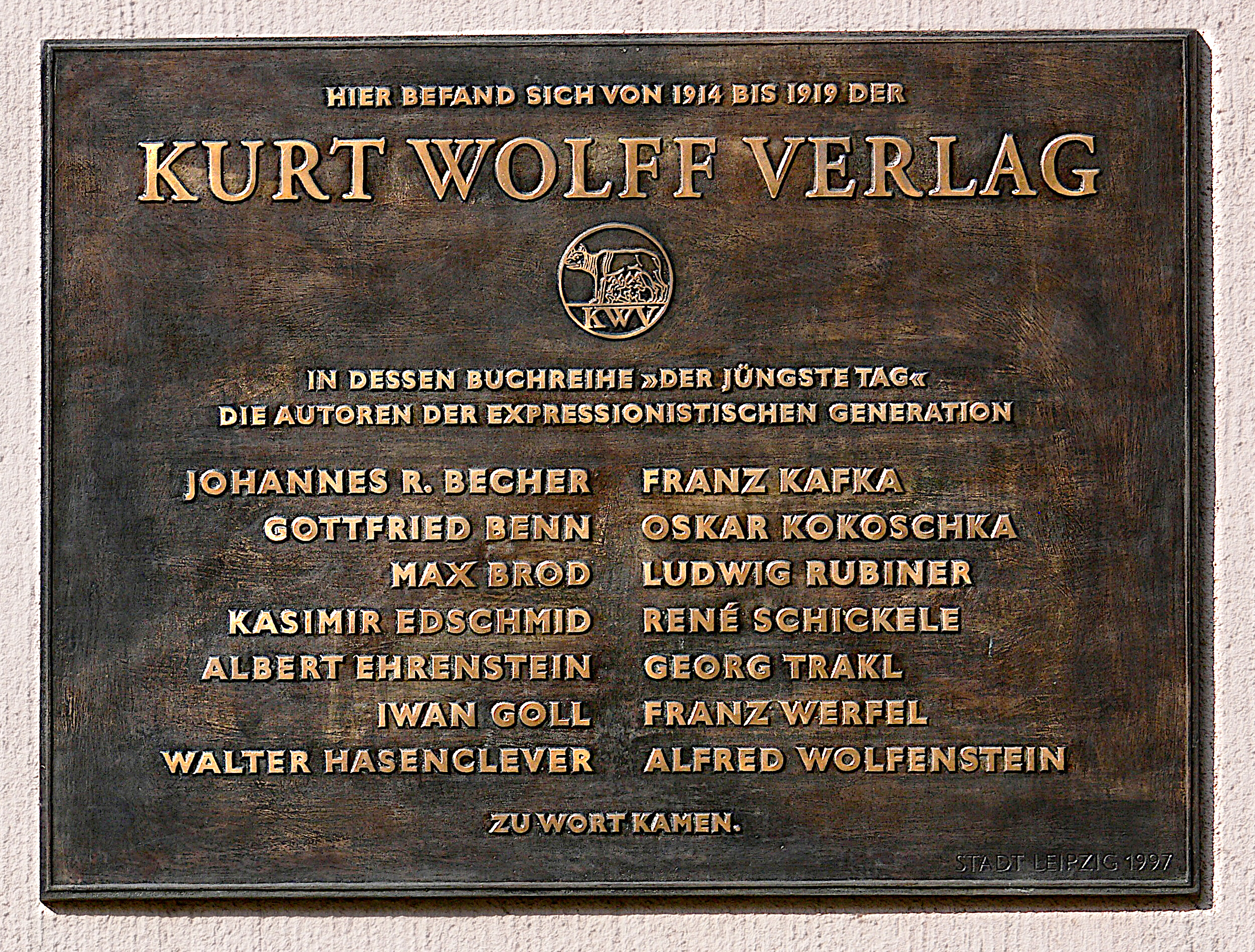
Leipzig Wolff Verlag Gedenktafel

Der Jüngste Tag war eine Broschürenreihe, die von 1913 bis 1921 in Leipzig (und ab 1919 in München) vom Verleger Kurt Wolff und seinen Lektoren Franz Werfel und Max Brod herausgegeben wurde. Sie sollte ein Forum für Neue Dichtungen werden und wurde im Laufe der Zeit zu einem der wichtigsten Veröffentlichungsorte expressionistischer Literatur.
In der aus insgesamt 86 Bänden bestehenden Reihe veröffentlichten unter anderem Johannes R. Becher, Gottfried Benn, Paul Boldt, Kasimir Edschmid, Albert Ehrenstein, Carl Ehrenstein, Iwan Goll, Martin Gumpert, Ferdinand Hardekopf, Walter Hasenclever, Emmy Hennings, Franz Jung, Franz Kafka, Bohuslav Kokoschka, Oskar Kokoschka, Gottfried Kölwel, Otfried Krzyzanowski, Rudolf Leonhard, Ernst Wilhelm Lotz, Mynona, Hans Reimann, Eugen Roth, Ludwig Rubiner, Ruth Schaumann, René Schickele, Marcel Schwob, Hans Siemsen, Carl Sternheim, Ernst Toller, Georg Trakl, Johannes Urzidil und Berthold Viertel sowie Max Brod und Franz Werfel.
Franz Werfel beschrieb die Programmatik der Reihe im ersten Prospekt von 1913 so:

„Der neue Dichter wird unbedingt sein, von vorn anfangen, für ihn gibt es keine Reminiszenz, denn er, wie kein anderer, wird fühlen, wie wesenlos die Retrospektive auf die Literatur ist.“